# Пайно, Алессандро
Алессандро Пайно (итал. Alessandro Pajno; род. 31 августа 1948, Палермо) — итальянский юрист, университетский преподаватель и политик, председатель Государственного совета Италии (2016—2018).

## Биография
Родился 31 августа 1948 года в Палермо, в 1970 году окончил университет Палермо.
Преподавал в Болонском университете, римском университете Ла Сапиенца, в Высшей школе университетского образования и повышения квалификации имени Святой Анны в Пизе и в Свободном международном университете общественных наук имени Гвидо Карли (LUISS) в Риме.
Занимал различные должности в государственном аппарате: генеральный секретарь административной юстиции (1995—1997), член Комиссии по редактированию постановления правительства о Кодексе административного процесса и Комиссии по пересмотру связанных с этим постановлений. Являлся юрисконсультом министра по связям с парламентом Серджо Маттареллы, затем возглавлял аппарат нескольких министров — Маттареллы и Ерволино (как министров общественного образования), а также Чампи (министр казначейства, бюджета и экономического планирования). Являлся генеральным секретарём президиума Совета министров (1996—1998, первое правительство Проди) и чрезвычайным комиссаром правительства по вопросам управленческого федерализма (1999—2001).
С 17 мая 2006 по 6 мая 2008 года являлся младшим статс-секретарём Министерства внутренних дел во втором правительстве Проди.
В декабре 2015 года правительство назначило Пайно председателем Государственного совета Италии.